# Maramureș

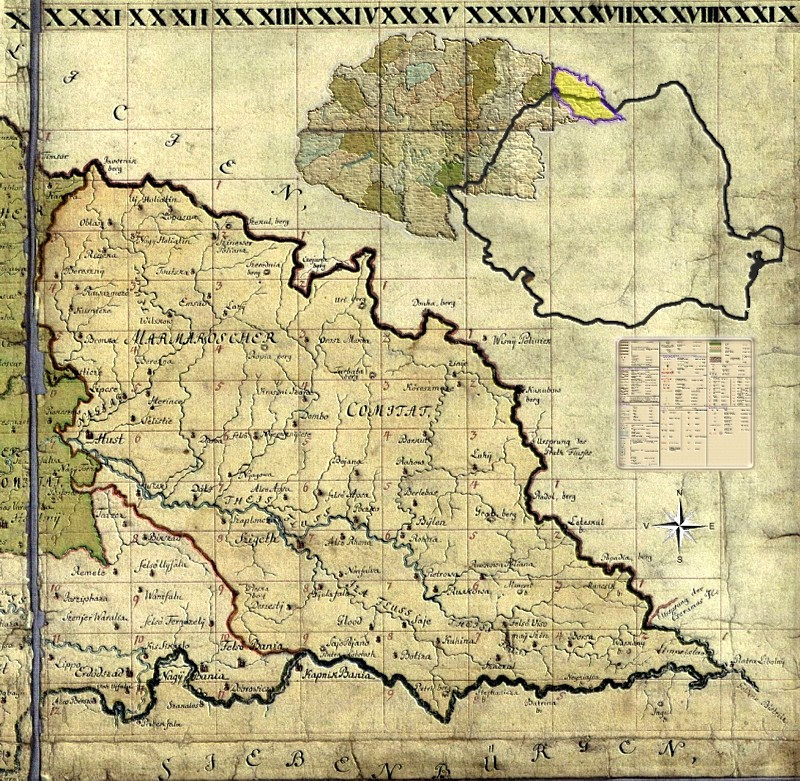
Maramureșul în ridicarea topografică iozefină, 1782-1785

Maramureș

Maramureșul este o regiune geografică și etno-culturală aflată pe teritoriul României și Ucrainei, alcătuită din Depresiunea Maramureșului, aflată pe cursul superior al văii Tisei, și versanții munților care o înconjoară: Munții Oașului, Gutâi, Țibleș și Rodnei spre vest și sud, și Munții Maramureșului la est și nord.
Limitele regiunii se situează între paralela 47°33' N și 48°02' N (latitudine nordică) și între meridianele 23°15' E și 25°03' E (longitudine estică).
În lungime, între Hust și Pasul Prislop sunt aproximativ 150 km iar lărgimea pe axa nord-sud de până la 80 km.
Sudul acestei regiuni aparține, în prezent, României, constituind partea de nord-est a județului Maramureș, iar partea nordică, Maramureșul de Nord, este în estul regiunii Transcarpatia din Ucraina (raioanele Hust, Rahău și Teceu).

## Geografia Maramureșului

Zona geografică Maramureș

Țara Maramureșului este una dintre cele mai întinse depresiuni ale lanțului Carpatic, acoperind o suprafață de circa 10000 km², în nord Carpații Orientali, între munții Oaș, Gutâi, Țibleș, Rodnei, Maramureșului și Carpații Păduroși. Este situată în partea de nord-est a munților Carpați și este împărțită în două zone de o ramificație muntoasă în bazinul superior al râului Tisa, numită culmea Pop-Ivanu (Vârful Pop-Ivan, 1937 m): partea sudică aparține României, iar cea nordică Ucrainei.

#### Apele
În partea de sud, principalele râuri care alimentează Tisa sunt: Vișeu, Ronișoara, Iza, râul Cosău, Mara și Valea Săpânței.
Dinspre nord, după unirea Tisei Albe cu Tisa Neagră, Tisa primește râurile Cosăuț (Kosivska), Săpurcea (Râul Șopurka|Șopurka), Apșița, Taras (Teresva), Talabârjaba (Talaborul, Tereblia), Valea Neagului (Rika) și Bârjaba (Borzava).

#### Munții
Masivele muntoase care înconjoară zona depășesc înălțimea de 2.000 m - Pietrosul Rodnei 2.303 m, Hovârla 2.061 m în masivul Muntele Negru (Černahora) - și la această latitudine, de la 1.500 m în sus, își fac apariția pășunile alpine. Munții, care ocupă mai mult de jumătate din suprafața regiunii, sunt acoperiți de păduri de stejar, fag și molid. Lemnul care se găsea din abundență și-a lăsat amprenta aproape peste tot, de la arhitectura tradițională a caselor și bisericilor, până la vestitele porți și unelte de gospodărie.

Munții Gutâi cu Creasta Cocoșului văzută din pasul Pintea

Principalele trecători care fac legatura cu zonele vecine sunt înalte și în trecut erau greu accesibile: spre Moldova, pasul Prislop - 1.414 m; spre Năsăud, pasul din Dealul Ștefăniței - 817 m (Pasul Șetref); spre Lăpuș și Cavnic, pasurile Neteda și Rotunda la aprox. 1080m; spre Baia Mare, pasul Pintea - 987 m (odinioară, trecerea se făcea prin pasul Gutâi, la 1.109 m); spre Oaș, pasul Fărgău - 587 m (Pasul Huta), iar spre nord pasul Frasini (Iasinia) - 931 m. Intrarea de pe valea Tisei, în dreptul orașului Hust, era bine apărată de cetatea Hustului, pe un deal care domină intrarea în defileu.
În 1948-1949 a fost construită calea ferată Salva-Vișeu pentru a lega Maramureșul de Ardeal, în condițiile în care legătura pe valea Tisei fusese pierdută după  alipirea Maramureșului de Nord la Cehoslovacia interbelică, apoi ca provincie a Uniunii Sovietice. Sectorul avea o lungime de 63 km, cu 8 viaducte și 5 tuneluri, cel mai mare dintre ele fiind Dealul Ștefăniței și Săcel, pe sub Pasul Șetref, cu o lungime de 2400 m.
Relativa izolare a Maramureșului între acești munți a favorizat apărarea lui și conservarea formelor de organizare locale pentru sute de ani, dar și păstrarea modului tradițional de viață rustică până aproape de zilele noastre.

#### Natura
Pădurile Maramureșului au fost întotdeauna bogate în animale sălbatice: căprioară, cerb, urs, lup, vulpe, mistreț, jder etc. și specii protejate sau aflate în pericol: râsul, capra neagră, marmota, cocoșul de munte (Tetrao urogallus), vulturul auriu (acvila de munte) și cocoșul de mesteacăn.
Bogăția vânatului din pădurile maramureșene este menționată și în prima atestare documentară, din 1229, a Maramureșului, în speță: a domeniu de vânătoare regal. Rezervarea unor zone în acest scop a făcut să se păstreze, până azi, denumiri ca Pădurea Crăiască din Ocna Șugatag. De acest aspect e legată și vânătoarea lui Dragoș Vodă, în urma căreia ar fi ajuns, potrivit legendei, în Moldova.
Ultimul zimbru de pe teritoriul românesc a fost vânat în Maramureș în anul 1852. Capra neagră a dispărut din Maramureș, cel mai probabil, în anul 1924, din cauza braconajului practicat după Primul Război Mondial, dar a fost readusă, în anii 1962-1967, în masivul Rodnei, unde specia a proliferat neașteptat de bine. Marmota a fost colonizată în 1973, cu rezultate bune.
Dintre speciile de plante rare: tisa, zada (Larix decidua), zâmbrul (Pinus cembra), floarea-de-colț și laleaua pestriță.
În râurile Maramureșului trăiește încă lostrița, o specie rară de somon.
În 1930 a fost creat Parcul Național Munții Rodnei, inițial ca rezervație naturală, devenită în 1979 Rezervație a Biosferei, pe o suprafață de 46.399 hectare. În 2004 a luat ființă și Parcul Natural Munții Maramureșului pe o suprafață de circa 150.000 de hectare, fiind, după Delta Dunării, cea mai mare arie protejată din România.
În munții maramureșeni se găsesc peșteri, chei, lacuri și formațiuni geologice, dintre care unele protejate, cele mai cunoscute fiind Cheile Tătarului și Creasta Cocoșului din munții Gutâi și izbucul de la Izvorul albastru al Izei din munții Rodnei. Rezervații naturale sunt și lacurile Tăul lui Dumitru și Tăul Morărenilor din Gutâi.
Bogăția zăcămintelor de metale neferoase, mai ales în munții de origine vulcanică, a favorizat o activitate minieră intensă, care a scos la lumină și frumusețile subpămîntene ale florilor de mină, agregate minerale formate prin depunere și cristalizare în cavitățile largi ale rocilor, numite geode.

## Istoria Maramureșului

#### Antichitatea
Săpăturile arheologice atestă locuirea în Depresiunea Maramureșului încă din timpuri preistorice. Urme sigure din paleoliticul superior și neolitic au fost găsite în Țara Oașului și la sud de munții Gutâi. Din neolitic au mai fost găsite la Sighet, Câmpulung și pe malul stâng al Izei, între Rozavlea și Strâmtura.
Cu aproximativ două mii de ani î.Hr. au pătruns și în această regiune triburi de indo-europeni, încât epoca bronzului este bine reprezentată prin depozite mai importante din Săpânța, Sarasău, Sighet, Tisa, Călinești, Șieu, Rozavlea, Ieud, Cuhea, Săliște și Moisei.
Din perioada dacică sunt atestate cetăți la Sighet (dealul Solovan), Oncești (dealul cetății), Slatina și Călinești. Au fost găsite monede, vase și obiecte de proveniență grecească și romană, ceea ce dovedește legăturile comerciale și culturale cu civilizațiile mediteraneene, dar mai ales cu provincia romană Dacia. Deși regiunea a rămas în afara teritoriului cucerit de Imperiul Roman, dacii locali au primit influențele civilizației romane.
Datorită poziției mai ferite a Maramureșului, în perioada marilor migrații, dintre triburile de goți, huni, gepizi, vandali și slavi, numai slavii au avut un impact asupra populației locale.

#### Evul Mediu
Veche regiune românească, Țara Maramureșului este atestată documentar pentru prima oară cu acest nume în 1199, în perioada expansiunii ungare în Transilvania. În acea epocă, exista populație românească în întreg Maramureșul , precum și în regiunile vecine, la vest, Ung, Bereg și Ugocea. Pentru acestea din urmă, regii Ungariei garantau românilor dreptul de a-și alege singuri voievodul și de a fi judecați după "dreptul valah" (ius valachicum) până după anul 1383, de când datează ultima atestare documentară în această privință.

Biserica din Giulești, ridicată de urmașii lui Giulea, fratele voievodului Dragoș

În primele secole ale mileniului II, Voievodatul Maramureșului a fost condus de voievozi locali și organizat în cnezate de vale. Din secolul al XIV-lea, presiunea regilor Ungariei de a instaura și aici feudalismul după model occidental s-a intensificat prin înnobilarea conducătorilor locali, cărora le-au fost înlocuite titlurile autohtone cu echivalentul din ierarhia aristocrată occidentală. În timp ce unii au acceptat schimbarea, integrându-se în nobilimea Ungariei, alții au opus rezistență și, în final, au trecut munții spre regatul Poloniei, unde, remarcându-se prin fapte de arme, au primit ranguri nobiliare și latifundii, o parte s-au oprit în Țara Lăpușului, înființând pe noile domenii sate care au rezistat până astăzi (Cupșeni, Măgoaja) iar alții au trecut Carpații răsăriteni și au întemeiat voievodatul Moldova.
1241: Invazie tătară în Maramureș și Transilvania. O coloană tătară condusă de către generalii Cadan și Buri pleacă din Podolia, intră în Moldova de nord și trec în Transilvania prin trecătoarea Cârlibaba (Pasul Tătarilor) în cursul lunii martie 1241. Coloana tătară condusă de însuși Batu-Khan, avândul alături pe generalul Subotai, au devastat și jefuit voievodatele maramureșene, pătrunzând adânc până la Miskolc.
1285: Invazie tătară în Transilvania; maramureșenii trec Carpații in urmărirea tătarilor
Alexandru I. Gonța descrie în detaliu unele evenimente între anii 1334 și 1365
1334: Invazie tătară în Transilvania; s-au distins în lupte frații Drag și Dragoș din Bedeu și ruda lor Mihail Bogdan din Petrova.
1342: Bogdan din Cuhea se refugiază în Moldova dintre Siret și Nistru și este învinuit de regele Ungariei de trădare;
1345: Campanie a regelui Ungariei împreună cu maramureșenii împotriva tătarilor; au fost răsplătiți de rege: Crăciun, voievod de Bereg și fiii, Sărăcin, Nicolai, Valentin și Luca, apoi Silvestru voievod și fiii Aprușa și Marcuș apoi, Mic, fiul cneazului Stan, Giula, fiul lui Dargoș și fiii Giula, Dragoș, Ștefan, Tătar, Dragomir, Costea și Miroslav.
1352: Asediul cetății Belz de către oștile Ungariei; participă și maramureșenii iar Tatomir, fiul lui Dragomir și al fiicei lui Sas, voievod al Moldovei subcarpatice, este ucis în luptă. În același an ajunge voievod la Moldovei subcarpatice, Dragoș din Bedeu.
1355: Expediția regelui Ungariei ajunge pe Nistru. Se disting în campanie Drag, fratele lui Dragoș din Bedeu.
1361: Bud, Sandor, Ioan, Dragomir și Balea primesc de la regele Ungariei cnezatul Ozon din Maramureș.
1365: Este confiscată moșia lui Bogdan din Cuhea ca urmare a independenței Moldovei; Bogdan pierde satele Ieud, Bacicov, Vișeu, Borșa, Moisei și Seliște care sunt date lui Balc și Drag.
Întemeierea Moldovei a avut loc în două etape, în care s-au remarcat cele mai importante figuri din istoria Maramureșului. Mai întâi, Dragoș vodă din Bedeu, care, după victoria asupra tătarilor în expediția organizată de regele Ludovic I d'Anjou, a fost trimis, în 1351, să întemeieze un voievodat vasal Ungariei, în scop de apărare (o marcă de frontieră).
În 1359, Bogdan vodă din Cuhea, după ce s-a opus câțiva ani introducerii sistemului feudal ungar în Maramureș, a trecut munții împreună cu oștenii săi și l-a alungat pe Balc, urmașul lui Dragoș și a impus independența voievodatului Moldova față de Ungaria.
Evenimentul a marcat și trecerea de la organizarea tradițională, de voievodat și cnezate, la cea feudală, odată cu înstăpânirea urmașilor lui Dragoș Vodă, care au primit titluri nobiliare și domenii atât în Maramureș, cât și în regiunile vecine din Ungaria medievală. Ei au cumulat titlurile cneziale cu cele nobiliare vestice, iar Balc a fost timp de 30 de ani voievod și comite de Maramureș, făcând trecerea organizarea administrativă de comitat.
Fiii lui Dragoș își doreau autonomie religioasă pentru Maramureș și, în acest scop, în vara anului 1381, Balc și Drag s-au deplasat personal la Constantinopol, unde au obținut de la patriarhie titlul de stavropighie pentru ctitoria lor, Mănăstirea Peri, cu aproape aceleași drepturi ca o episcopie și al cărei exarhat se întindea și dincolo de domeniile stăpânite de Balc și Drag, și anume până în regiunile Bereg, Sătmar, Sălaj, Ciceu și Bistrița.

Gravură cu cetatea Hust

În 1397 s-a refugiat în Ungaria Teodor Koriatovici, cneazul Podoliei, după ce a fost înfrânt de ducele Witold al Lituaniei. Koriatovici a primit domeniul Muncaciului. A adus (la început în Bereg) mii de familii de ruteni de peste munți, apoi și în Maramureș, ca lucrători pe domeniile nobiliare. Blânzi și muncitori, ei au fost favorizați și de regalitate, iar, prin rutenizarea unor sate românești, au ajuns majoritari în anumite părți ale Maramureșului.
Matia Corvin a avut relații strânse cu nobilimea maramureșană, din care și-a ales oșteni destoinici, dar și pentru garda regală. A conferit multor maramureșeni titlul de baron liber, care însemna că aveau supunere numai față de rege. Titlul se acorda în cazuri rare. Corvin a luat sub protecție mănăstirea românească din Peri și a numit comiți români pentru Maramureș, între care, în 1467, bănățeanul Pavel Chinezul (în maghiară Kinizsi Pál). Maramureșenii din garda regală l-au scăpat pe rege după lupta de la Baia și l-au dus, rănit, la Brașov. După această bătălie, Ștefan cel Mare a întreprins o incursiune de pedeapsă în Maramureș, trecând prin foc și sabie orașele de oaspeți regali, inclusiv puternica cetate a Hustului.
După victoria otomană de la Mohács (1526) asupra regatului ungar, Maramureșul a fost integrat în Voievodatul Transilvania (1538).

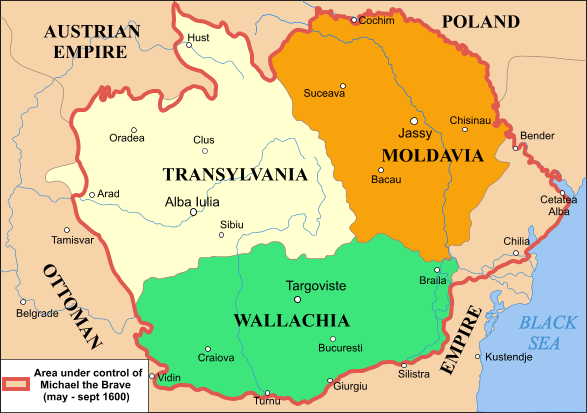
Țările Române după Unirea de la 1600, sub domnia lui Mihai Viteazul

În 1599, întregul Maramureș a ajuns în stăpânirea lui Mihai Viteazul, odată cu unirea celor trei principate.

#### Epoca Modernă

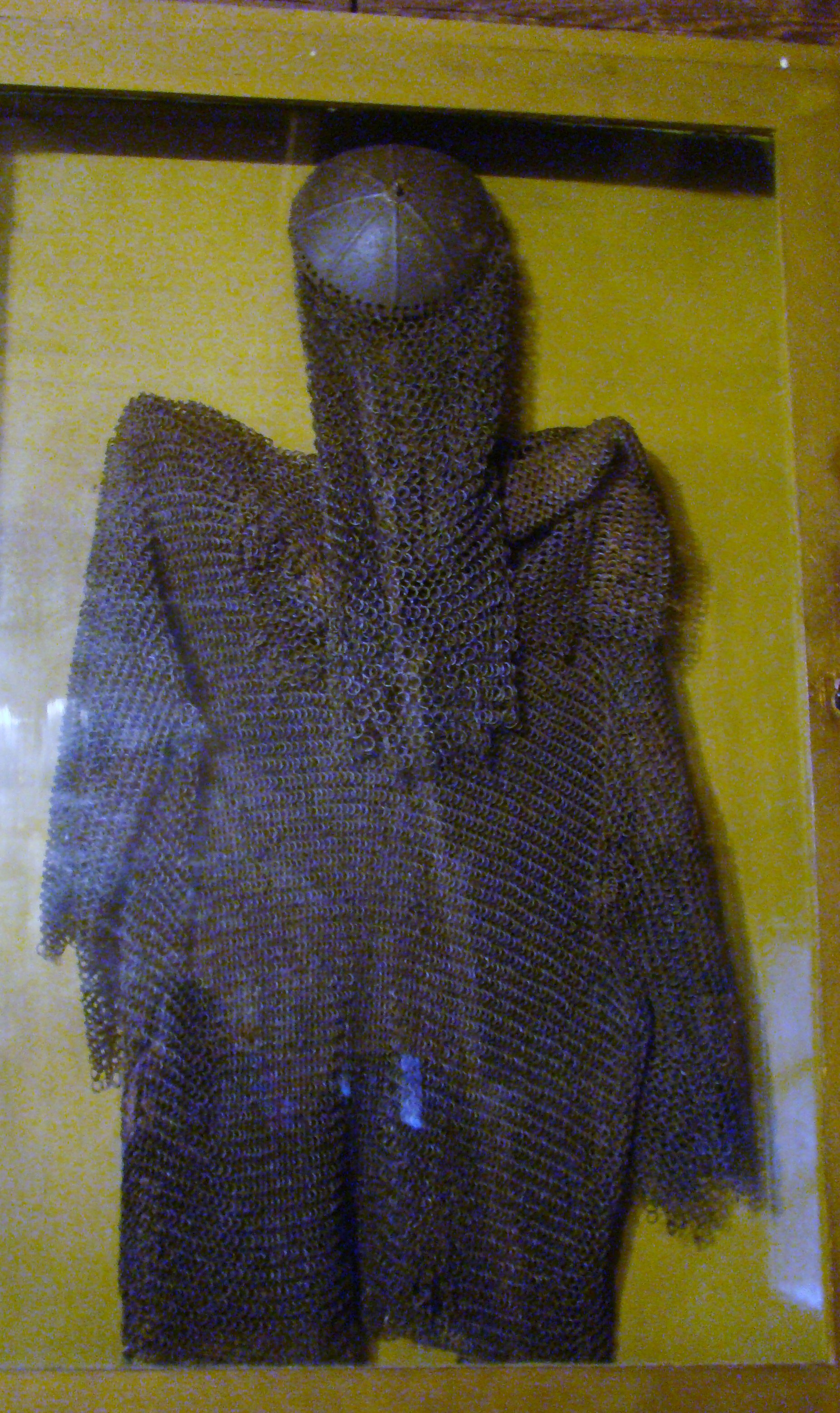
Cămașa de zale atribuită haiducului Pintea Viteazul. Grigore Pintea din Măgoaja (1670-1703), vestit haiduc și căpitan de oaste, iubitor de libertate și dreptate pentru cei mulți și obidiți.

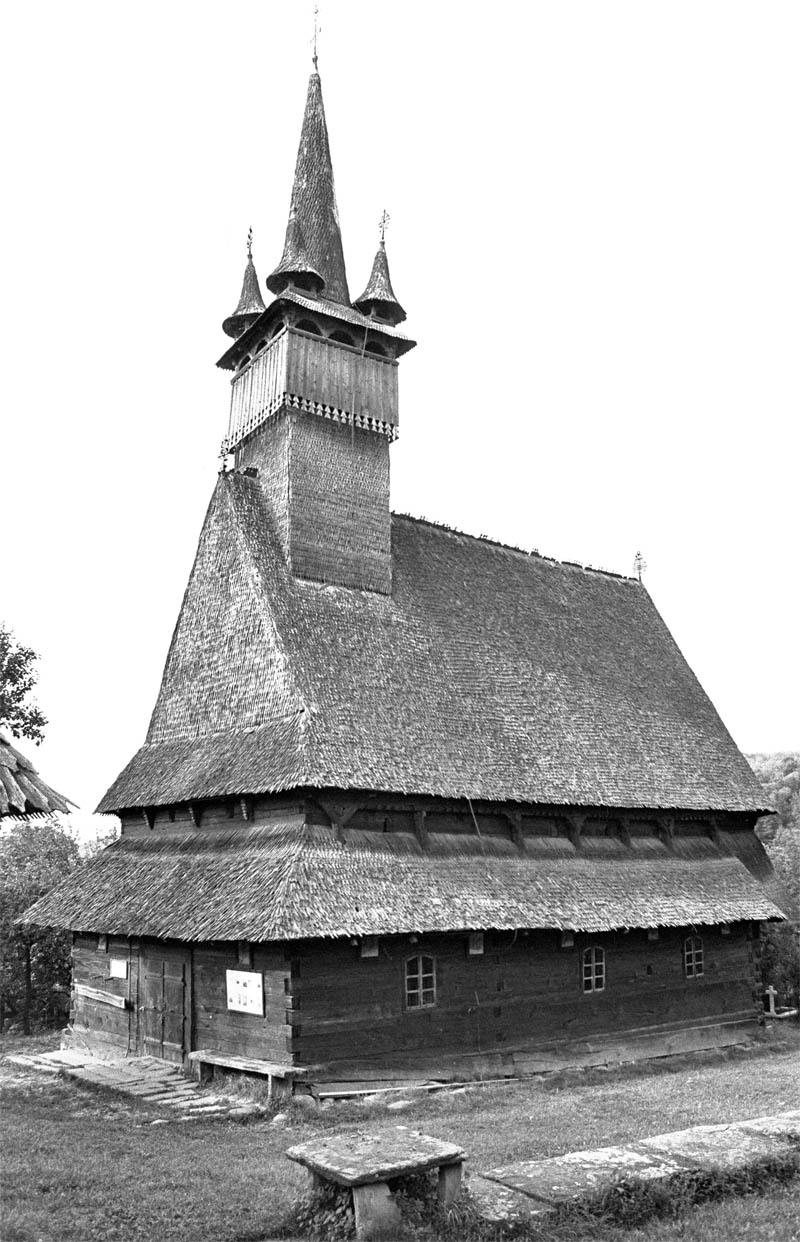
Biserica de lemn din Budești - Josani, fotografiată în anul 2000

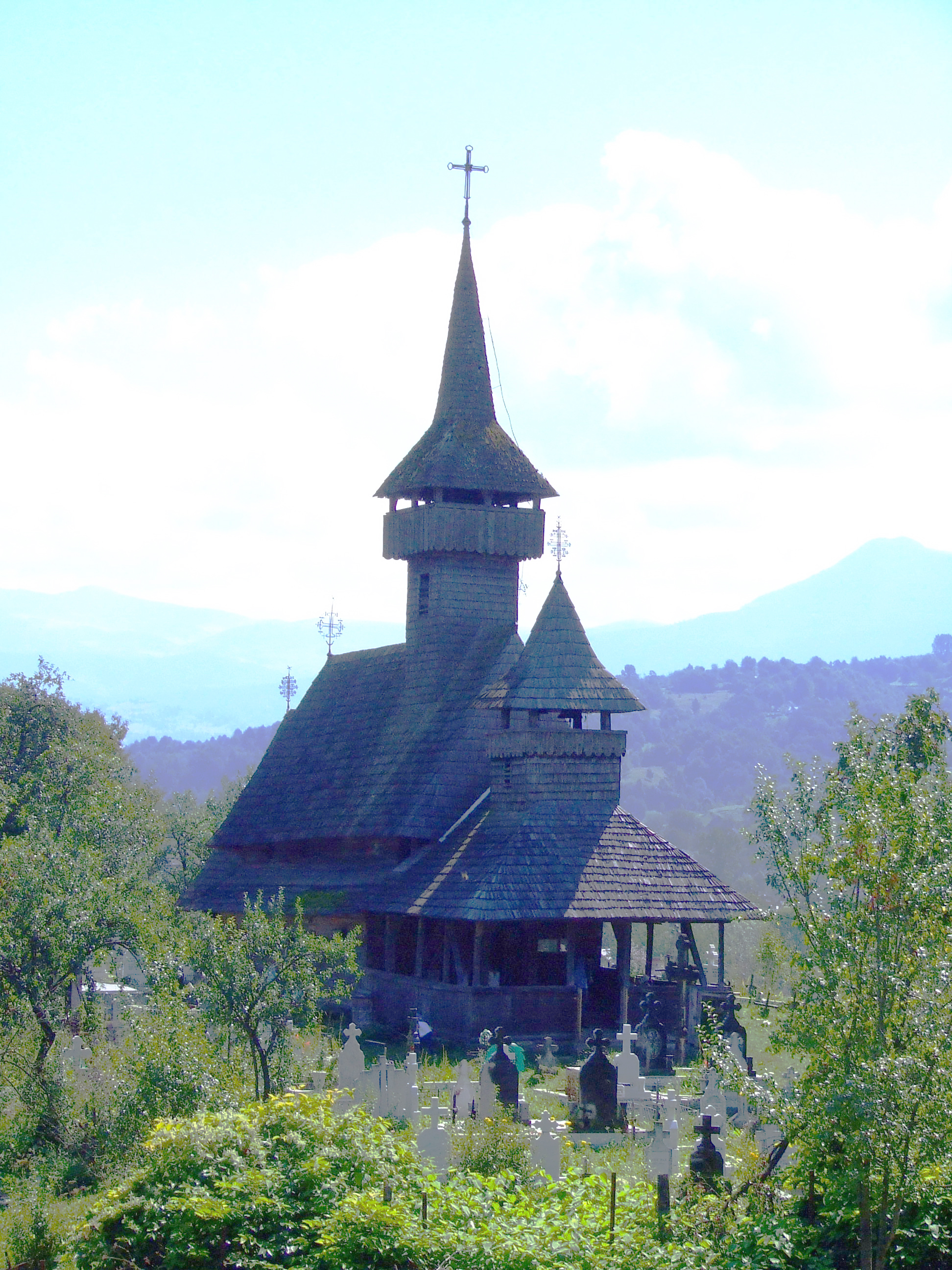
Biserica de lemn din Săliștea de Sus - Nistorești, județul Maramureș, 2008

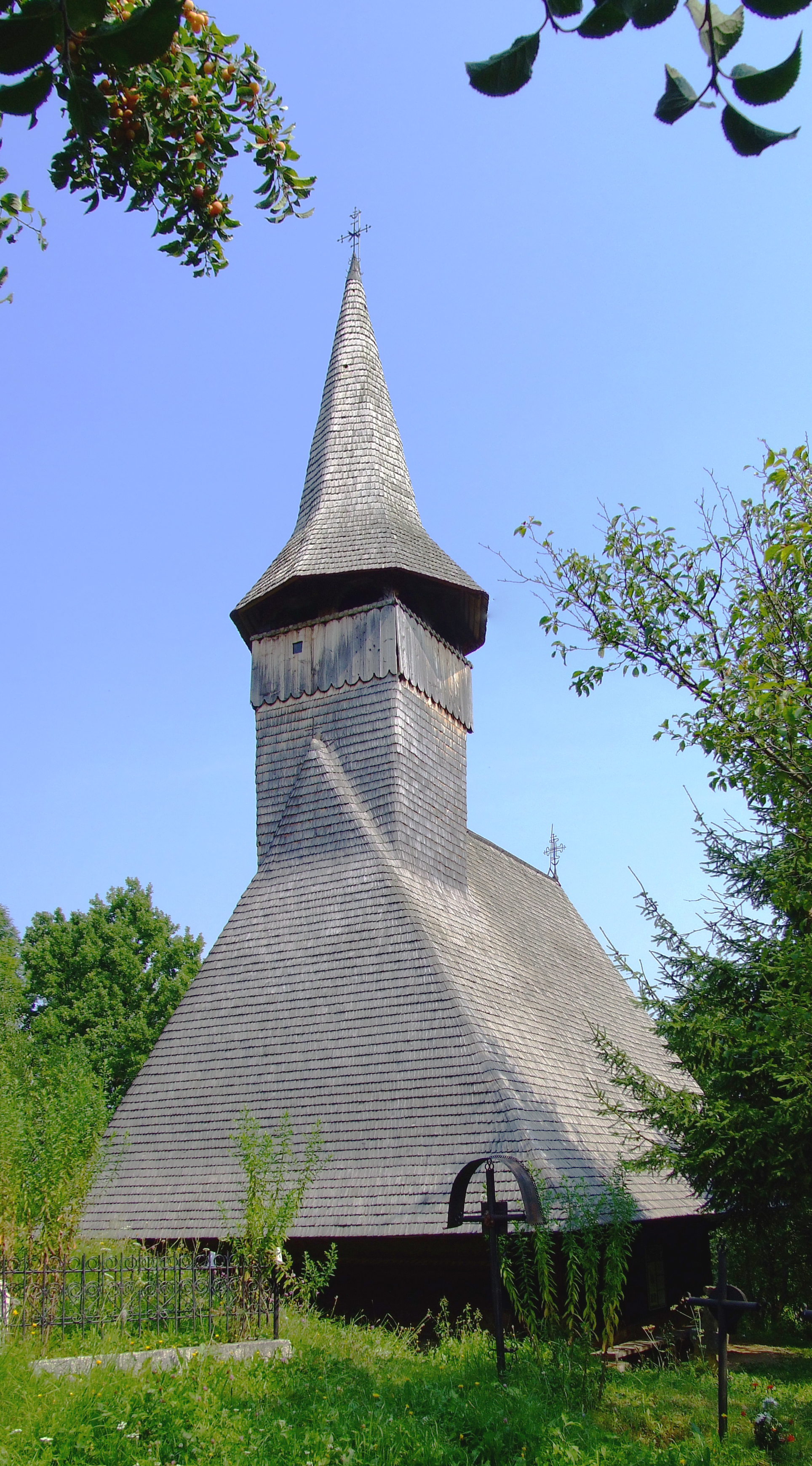
Biserica de lemn din Sârbi Susani

După 1688, Maramureșul a devenit parte a Imperiului Austriac, odată cu Transilvania. În Maramureș nu a avut loc o trecere la unirea religioasă cu Roma ca în Ardeal. Greco-catolicismul în Maramureș a fost prezent prin apartenența religioasă a românilor la episcopia ruteană a Muncaciului, care a trecut la unire cu Roma odată cu celelalte episcopii din Galiția. Biserica ortodoxă a rămas  prezentă până spre sfârșitul secolului al XIX-lea prin câteva schituri care s-au afiliat stărețiilor moldovene, îndeosebi celei de la Putna.
Viața grea a țărănimii înăsprită și mai mult prin noile obligațiile fiscale și militare introduse de stăpânirea habsburgilor, a determinat apariția cetelor de haiduci, mai cu seamă în zonele muntoase din Făgăraș, Apuseni și Maramureș. Cel mai de seamă conducător de haiduci maramureșeni a fost Pintea Viteazul (1670-1703), fiu de nobil român din Țara Lăpușului, care a acționat mai mulți ani în sprijinul populației, sfidând aristocrația și autoritățile austriece. I s-a alăturat lui Francisc Rakoczi al II-lea, care conducea răscoala curuților împotriva Imperiului Austriac, și a cucerit Cetatea Chioarului. În 1703, armata lui Pintea a asediat cetatea Baia Mare, unde se afla vistieria imperială. Într-o ambuscadă, Pintea a fost împușcat mortal în fața porții de sud a orașului, în apropiere de Bastionul Măcelarilor.
La 1717 a avut loc ultima invazie a tătarilor, care, deși veneau ca aliați ai Moldovei împotriva oștirii austriece care atacase Moldova, nu s-au abținut de la vechile obiceiuri și, în trecerea prin Maramureș, au dat foc bisericilor de lemn, au luat prăzi, robi și vite. Au fost opriți la Cavnic de armata imperială, iar, la întoarcere, maramureșenii i-au surprins la Strâmtura, pe Valea Izei, și în Pasul Prislop, la Preluca Tătarilor, mai sus de Borșa. Puținii tătari scăpați cu viață au lăsat prăzile, fugind spre Moldova.

#### Secolul XX
Hotărârea Adunării Naționale de la Alba Iulia din 1 decembrie 1918 prevedea unirea cu România a întregului Maramureș, dar diplomații români prezenți la Conferința de Pace de la Paris din 1919 s-au limitat la a susține, cu privire la hotarul de miazănoapte, frontiera pe Tisa (trasată în 1916) și, astfel, partea nordică a Maramureșului a fost atribuită Cehoslovaciei. 
Ca urmare a sprijinului acordat de armata română Cehoslovaciei pentru blocarea ofensivei Ungariei bolșevice din anul 1919, înspre Slovacia, pentru o scurtă perioadă de timp, în întreg Maramureșul, la înțelegere cu autoritățile tânărului stat cehoslovac, a fost instalată administrația militară și civilă românească. Însă această înțelegere nu a mai fost ratificată și, în 1920, s-a revenit la frontiera de pe Tisa. 
Partea de nord a Maramureșului (6.873 km pătrați) a fost integrată în Rutenia carpatică din statul Cehoslovacia, teritoriu care, în 1939, a fost ocupat de Ungaria și, în 1944, de Uniunea Sovietică. Din 1991, nordul Maramureșului aparține Ucrainei. Partea de sud a Maramureșului (3.381 kmp), devenit județul Maramureș (interbelic), a stat sub ocupație maghiară între 1940-1944 și a revenit României. 
Întrucât partea românească, cam o treime din Maramureșul istoric, rămânea regiune prea mică și izolată geografic, în 1968 i s-au adăugat câteva regiuni apropiate prin tradiții și legăturile dintre oameni, pe care, de altfel, le stăpâniseră și urmașii lui Dragoș Vodă, anume Țara Lăpușului, Țara Chioarului și partea răsăriteană din Țara Codrului, constituind județul Maramureș actual.
Colectivizarea agriculturii (încheiată în 1962) a avut o amploare redusă în Maramureș, din cauza condițiilor specifice de relief și climă. Județul Maramureș s-a dezvoltat bine din punct de vedere economic pe seama intensificării industriei extractive și de prelucrare a minereului, dar și a exploatărilor forestiere extensive. Turismul a fost și el un domeniu care s-a dezvoltat promițător, beneficiind de potențialul deosebit al zonei.
Activitatea minieră a suferit un colaps după 1989, antrenând și prăbușirea ramurilor prelucrătoare, iar industria forestieră s-a redus considerabil după un prim salt cu efecte grave asupra mediului.
În aceste condiții, forța de muncă s-a orientat spre țările vest-europene (în special Italia și Spania).

## Cultură și tradiții în Maramureș
Cultura țării Maramureșului e bine cunoscută prin originalitatea și puternicul său specific local, cum spunea folcloristul Tancred Bănățeanu „un caracter cu totul original, cu elemente specifice pe care nu le găsim în alte zone”.
Izvorul acestei culturi originale se află atât în firea deosebită a locuitorilor, cât și în relativa izolare geografică, în curbura nordică a Carpaților, înconjurat de munți cu păduri greu de pătruns, care au favorizat cultura lemnului așa de dezvoltată aici, și a dat numele de Carpații Păduroși pentru grupele de la nord și est. Apoi, aici a fost mai întotdeauna un capăt de țară, un ungher, dincolo de munți locuind seminții slave. Iarna, zăpezile mari și mulțimea fiarelor sălbatice făceau trecătorile greu accesibile. Trecerile peste munți, mai ales cele pentru comerț, se făceau în grup de teama răufăcătorilor și a animalelor sălbatice, cum relata și un personaj celebru, Simplicius Simplicissimus, dintr-un roman picaresc al scriitorului german Hans Jakob Christoffel von Grimmelshausen, de la jumătatea secolului al XVII-lea: „Spre Transilvania nu pot călători două, trei sau patru persoane, cum călătoresc calfele în Germania, ci călătoria se face cam de câteva ori pe an, în mare tovărășie, cu bunuri sau cu alte vreo 50 de căruțe maramureșene.” 
Traiul în Maramureș este destul de diferit de al zonelor din jur, pentru că nu se poate asigura numai din  agricultură. În secolul al XVIII-lea producția agricolă abia putea hrăni o treime din populație. Creșterea animalelor și schimbarea lor pe grâne în zonele de câmpie, exploatările forestiere, prelucrarea lemnului și muncile sezoniere “pă țară”, adică în alte regiuni care necesitau forță de muncă, erau o necesitate.

Casă tradițională din Maramureș

Starea socială deosebită a maramureșenilor, conduși de o nobilime românească locală, care în timp s-a integrat în țărănimea satelor și a dat naștere unei clase de oameni liberi, scutiți de obligații și taxe, i-a stimulat să conserve și să promoveze cu mândrie valorile proprii în construcție, îmbrăcăminte, artă și limbă. Sub oblăduirea acestor nobili locali s-au făcut printre cele dintâi traduceri ale textelor religioase în limba română, în graiul maramureșan: Codicele voronețean, Psaltirea șcheiană, Psaltirea voronețeană, Psaltirea Hurmuzachi.
Datinile străvechi s-au păstrat curate și neașteptat de vii în Maramureș. Cântecele, dansurile, portul țărănesc, mâncărurile precum și meșteșugul olăritului și al lucrului cu lemnul la construcția caselor, bisericilor, porților, troițelor sau obiectelor casnice ca fusele cu zurgălăi sau pecetarele au constituit un valoros subiect de studiu pentru etnografi din mai multe țări, dar și de admirație pentru vizitatorii zonei.
Graiul maramureșean este unul dintre cele cinci subdialecte de bază ale dialectului dacoromân. Acesta se vorbește în Maramureșul istoric, în satele de pe văile Mara, Cosău și Iza, și cu mici variații pe Valea Vișeului și a Apșei.

## Locuitorii Maramureșului

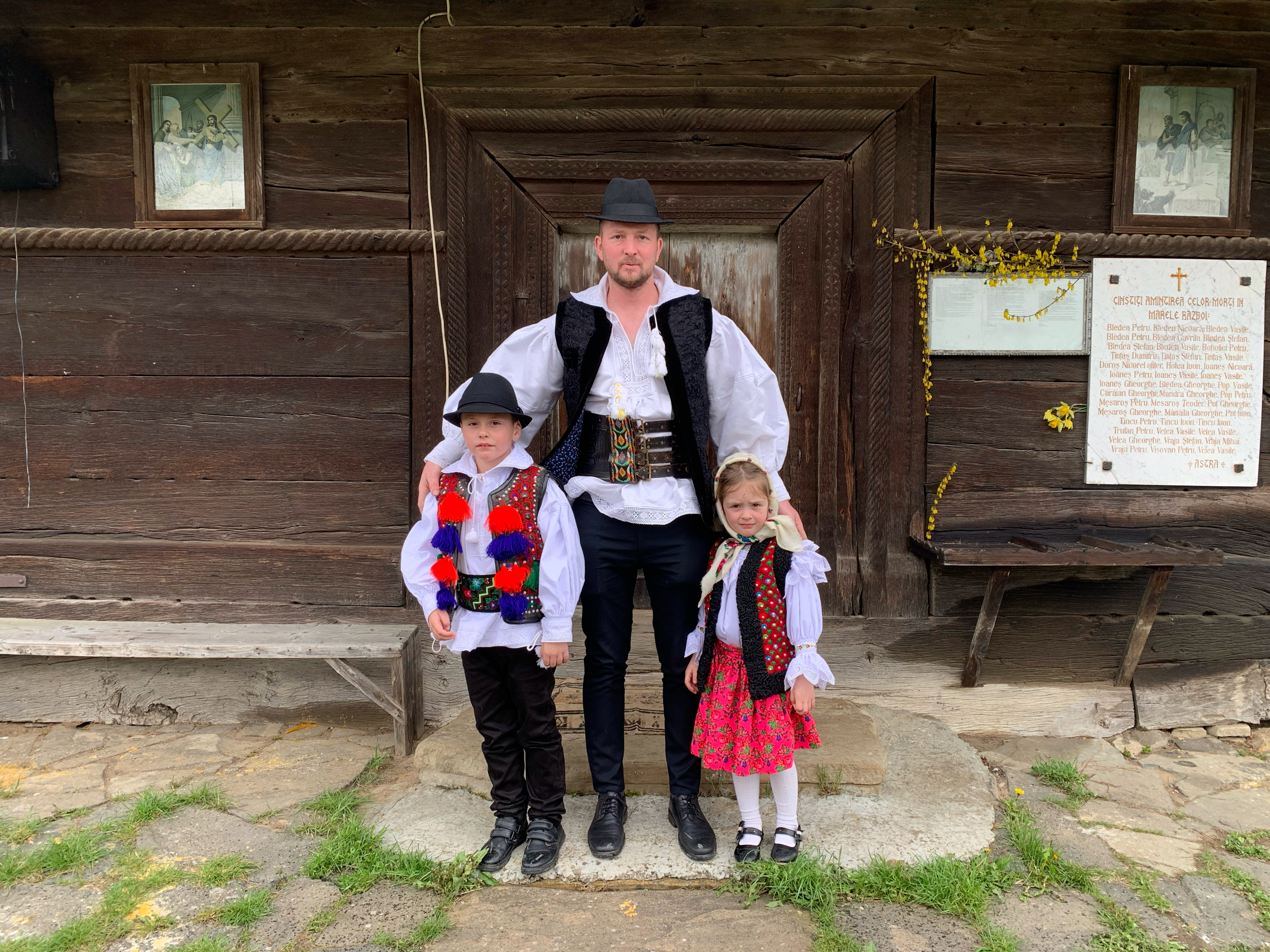
Români care poartă hainele tradiționale maramureșene la o biserică din Sat-Șugatag

#### Dacii. Romanizarea
În Țara Maramureșului au trăit în antichitate triburile dacilor care au lăsat aici urme de locuire, obiecte și câteva cetăți. Centre importante de olărit, prelucrarea metalelor, a bronzului și mai târziu a fierului se găseau aici sau în zonele adiacente. Zăcămintele de sare cum este cel de la Slatina au fost exploatate încă din această perioadă.
După cucerirea romană, Provincia Dacia care se întindea până în apropierea Maramureșului a avut o importantă influență culturală și economică în regiune, care în final a dus la romanizarea a triburilor dacice de aici.
Țara Maramureșului nu a fost niciodată dens populată, satele fiind mai rare și răsfirate pe văi. In perioadele când populația a crescut, resursele limitate precum și evenimente naturale sau istorice au determinat treceri repetate spre zonele învecinate mai prielnice: Moldova, Ardeal, Sătmar sau Polonia ajungând până în Moravia.

#### Feudalismul. Regalitatea ungară. Rutenii
Până în perioada medievală locuitorii Țării Maramureșului au fost români, urmașii dacilor romanizați. Organizarea satelor în obști a supraviețuit până târziu, cu folosirea în devălmășie a pădurilor, apelor și pășunilor până în secolul XIX, dar cu atribuirea terenurilor de șes din lunca râurilor anumitor familii, la început în regim temporar. În timp, aceste suprafețe fertile, destul de puține în această regiune, au ajuns în proprietatea definitivă a familiilor care le dețineau, marcând începutul diferențierii sociale și apariția formelor de feudalism românesc.
Pentru secolele XI - XIV, populația Maramureșului este estimată la 8.000 - 10.000 de locuitori, densitatea fiind de 1 locuitor/km2. Satele aveau 10-25 de case, ceea ce înseamnă 50-100 de locuitori. În jurul anului 1530 populația Maramureșului ar fi ajuns la 33.570 de suflete (cu o medie teoretică de 336 locuitori pe așezare), marcând o creștere demografică importantă, de 13% in ultimul veac. Apoi stagnează până în secolul XVIII când va începe din nou să crească, ajungând în secolul XX la 350.000 de locuitori, cam 3.000 - 4.000 pentru un sat.
Începând din secolul XIII în cnezatele de câmpie cu sol fertil din Valea Tisei se fac colonizări cu maghiari și sași, care vor dezvolta așezări cu caracter urban și cetăți de apărare ca acelea de la Visc (1299) și Hust (1329). Aceste așezări vor rămâne însă destul de izolate și vor avea o prea mică influență asupra locuitorilor români din zonă.
Sub presiunea regalității ungare, în secolul al XIV-lea, Maramureșul își pierde treptat independența, o parte din cnezi acceptând rangurile nobiliare care la început dublau titlurile cneziale ca mai apoi să le înlocuiască definitiv. Alți fruntași maramureșeni aleg să treacă în Moldova, Polonia sau Moravia. În Polonia au primit pământuri și privilegii, păstrând organizarea tradițională dupa "lex vallachorum" până în secolul XVI iar în Moravia au avut autonomie până la în timpul Războiului de 30 de ani, în secolul XVII.
Din acest moment începe și un proces de fărâmițare a nobilimii maramureșene care ajunge să se integreze în sânul țărănimii, menținând doar privilegiile legate de scutirea de dări. Aceasta a avut drept cauza tradiția română a împărțirii moștenirii, alături de împrejurarea că geografia și economia zonei nu favoriza marea proprietate. În secolul al XVIII-lea, austriecii consemnau că în Maramureș se aflau 15.000 de nobili români, cei mai mulți din imperiu raportat la populația regiunii, care nu depășea 45.000 de suflete.
Din acest motiv sistemul feudal nu s-a putut impune în forma clasică, încât în secolul al XIV-lea iobagi existau numai în vestul Maramureșului, ținând de nobilii străini din orașele de oaspeți regali. Deși iobagi mai sunt pomeniți în secolul al XV-lea, obligații clare ale acestora sunt consemnate numai din secolul al XVII-lea. Numărul lor nu a fost mare niciodată, reprezentând mai puțin de o cincime din totalul populației, cei mai mulți veniți din alte zone, după cum se poate vedea și în exemplul localității Cuhea.
În secolul al XV-lea încep să intre rutenii care fugeau de persecuțiile din Galiția, mai întâi în regiunea Muncaciului, aduși de cneazul Teodor Koriatovici, iar mai târziu și în Maramureș ca lucrători pe domeniile nobiliare.
În secolul al XVI-lea, din 100 sate maramureșene, 84 erau românești, 7 cu oaspeți regali germani sau maghiari, 5 de ruteni și pentru 4 sate nu există date.

#### Imperiul Austriac. Diversitatea etnică
După instaurarea stăpânirii Imperiului Habsburgic a urmat o perioadă grea datorită impozitelor și dărilor apăsătoare, precum și a rechizițiilor făcute de armată în timpul deselor războaie. În acest timp numărul rutenilor crescând, se slavizează și o parte din populația românească, astfel încât unele regiuni din dreapta Tisei ajung majoritar rutene.
Populația a crescut mult în această epocă, iar suprafețele de teren s-au împărțit în loturi tot mai mici. În 1848 iobăgia a fost desființată definitiv, numărul mare al eliberaților din iobăgie și al imigranților târzii ducând la o divizare și mai mare a proprietăților funciare.
O importantă populație evreiască, venind din Galiția, s-a stabilit în Maramureș, mai ales în orașe, dar și în sate unde jucau un rol preponderent în comerț. Numărul lor a crescut de exemplu în satul Cuhea de la 15 persoane în 1771 la 320 în 1900.
Pentru a impulsiona activitatea minieră, autoritățile imperiale au încurajat venirea lucrătorilor cu experiență din zone cu tradiție în minerit. Atunci au ajuns polonezi, slovaci și germani în localitățile cu activitate extractivă, mai întâi în cele cu saline, de unde denumirea "șugăi".
La recensământul făcut în 1910 în Austro-Ungaria, din populația totală de 357.535 de locuitori, după limba maternă, în Maramureș se aflau: 159.489 ruteni, 84.510 români, 59.552 germani, 52.964 maghiari. În număr mare, o parte dintre vorbitorii de limbă germană și de limbă maghiară erau de fapt evrei.

#### Maramureșenii astăzi
În prezent, aproximativ 34.000 de ruteni locuiesc în Maramureșul românesc și 45.000 de români în Maramureșul de Nord, legăturile cu conaționalii fiind acum posibile pentru toți prin podul rutier Sighet-Ocna Slatina (Solotvino) și podurile feroviare de la Valea Vișeului și Câmpulung la Tisa.
Odată cu decăderea industriei miniere după 1989 și a industriilor de prelucrare a minereului și a construcțiilor de mașini care depindeau de aceasta, urmată de reducerea drastică a exploatărilor forestiere, maramureșenii au plecat la muncă în țară, dar și în țări vest-europene.
Turismul ar fi putut asigura o alternativă de lungă durată pentru o parte din forța de muncă locală, beneficiind de potențialul turistic al zonei, de frumusețile naturale și de tradițiile și istoria zonei. Cu excepția micilor pensiuni particulare, așteptările în acest sens nu s-au concretizat, din cauza slabelor resurse financiare pe plan local, dar mai ales a politicii inconsecvente duse de autorități.